# Bereich Walporzheim/Ahrtal
Der Bereich Walporzheim/Ahrtal ist ein Weinbaubereich im Weinbaugebiet Ahr in Rheinland-Pfalz.
Er ist der einzige Bereich im Weinbaugebiet Ahr und besteht aus der Großlage Klosterberg. Das Sortenverhältnis entspricht demnach exakt dem des gesamten Anbaugebiets. Es werden Rebstöcke auf 525 Hektar von rund 550 Betrieben bewirtschaftet.